# Frontera entre l'Aràbia Saudita i Bahrain
La frontera entre Aràbia Saudita i Bahrain és una frontera internacional que separa l'Aràbia Saudita a l'oest i al sud de Bahrain à l'est. Està situada dins del golf de Bahrain, una porció del golf Pèrsic. Es tracta d'una frontera íntegrament marítima amb l'excepció d'un istme que separa les dues parts d'una illa artificial (26° 11′ 03″ N, 50° 19′ 29″ E / 26.184248°N,50.3248501°E) sense nom que serveix de pas de duana a la Calçada del rei Fahd, una successió de ponts entre ambdós països.